# Кресцент (киник)
Кресце́нт (лат. Crescens или Crescentius) — греческий философ

-киник II века.
Обвинитель мученика Иустина Философа перед императором Антонином Пием. Конфликт между Кресцентом и Иустином был вызван обличительной речью последнего: «Выступив в Риме с резкой обвинительной речью против изливавшего богохульства в адрес христиан киника Кресцента, уличил его в боязни смерти, обжорстве, стремлении к роскоши и прелюбодействе».
Достоверных сведений о жизни Кресцента и его сочинениях не сохранилось. Христианские историки довольно негативно отзываются о нём: «Философ Крискент, который образом жизни и нравом старался заслужить своё имя киника», что объясняется упоминанием его имени лишь в контексте причин мученичества святого Иустина.